# Queuille
Queuille è un comune francese di 288 abitanti situato nel dipartimento del Puy-de-Dôme nella regione dell'Alvernia-Rodano-Alpi.

## Storia

### Simboli
Lo stemma è stato adottato dal comune il 28 settembre 2009.

## Società

### Evoluzione demografica

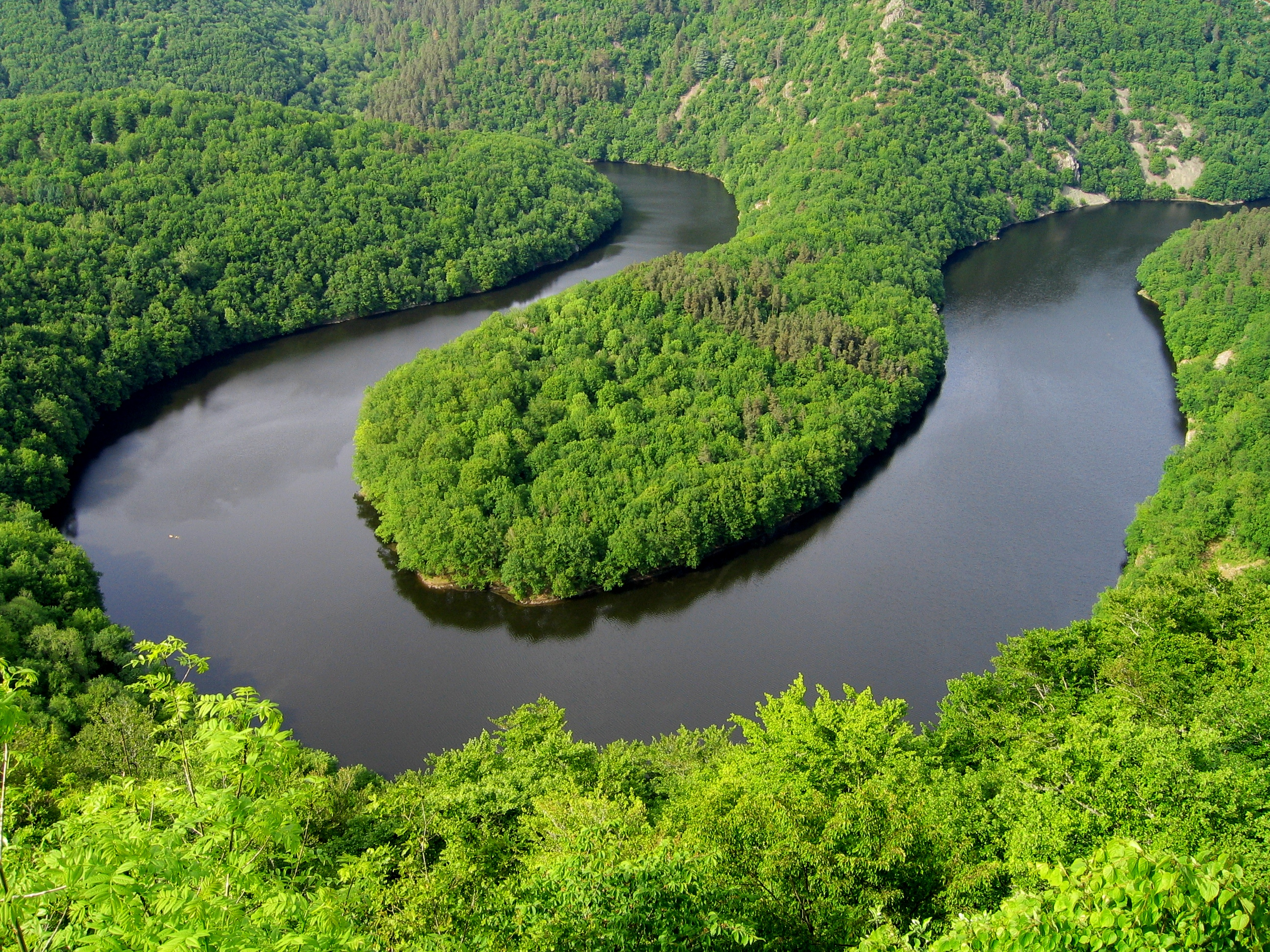
Queuille: il meandro della Sioule

Abitanti censiti